# Verrazano-Narrows híd
A Verrazano-Narrows híd egy függőhíd, amely összeköti New York városában Staten Islandet és a Long Islanden fekvő Brooklynt.
A híd annál a tengerszorosnál (angolul narrows) épült, amely elválasztja a Felső-New York-i-öblöt az Alsó-New York-i-öböltől. A híd a híres itáliai felfedező Giovanni da Verrazano nevét viseli, az első európai tengerészét, aki behajózott a New York-i-öbölbe és a Hudson folyóra. A híd középső fesztávja 1298 méter, és elkészültekor, 1964-ben a világ leghosszabb függőhídja volt. A híd fontos feladatot lát el a vidék útvonalhálózatában, és arról is nevezetes, hogy ez a híres New York-i maratonfutás rajtjának helye. A helyiek egyszerűen csak „a Verrazano”, a „V-N” vagy „Guinea Gangplank” néven emlegetik. A híd New York városának tulajdona, üzemeltetője a Triborough Bridge and Tunnel Authority, mint a Metropolitan Transportation Authority, a városi közlekedési hatóság társügynöksége.

## Története

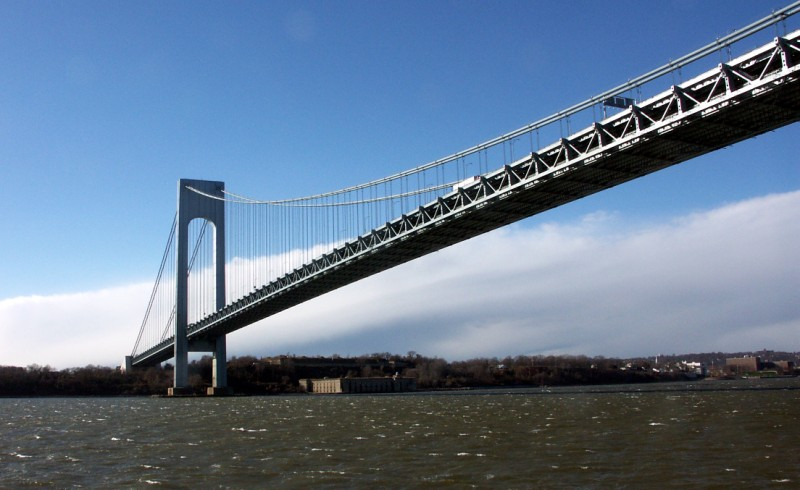
Verrazano híd, New York

A híd építésére már régóta nagy szükség volt, hiszen kulcsfontosságú a szerepe a New York környéki gyorsforgalmi utak összekötésében. Az építést különösen a Triborough Bridge and Tunnel Authority elnöke Robert Moses sürgette, akinek régóta dédelgetett álma volt egy híd megépítése ezen a helyen. A híd tervezője Othmar Amman volt, aki már több New York-i híd tervezésében – mint a George Washington híd, a Bronx-Whitestone híd, a Triboro híd és a Throgs Neck híd – is nagyszerű munkát végzett. Ez volt az utolsó nagyobb munkája. A híd építésének terve jelentős vitát váltott ki a szomszédos Bay Ridge-ben, mivel sok család települt már le azon a részen, ahova a hidat tervezték. Ezért őket át kellett telepíteni.
Az építés végül 1959. augusztus 13-án kezdődhetett el, és a felső részt 1964. november 21-én adták át. Az építés költsége 320 millió dollár volt. Az avatóünnepségen a szalagot ötezer ember előtt Robert F. Wagner, New York polgármestere vágta át.  A híd alsó részét 1969. június 28-án adták át. A híd 1981-ig, az angliai Humber híd átadásáig a világ legnagyobb függőhídja maradt.

## Külső hivatkozások
- Structurae: Verrazano Narrows Bridge
- New York City MTA hivatalos oldal
- nycroads.com
- A Verrazano elnevezése